# Mystic Festival

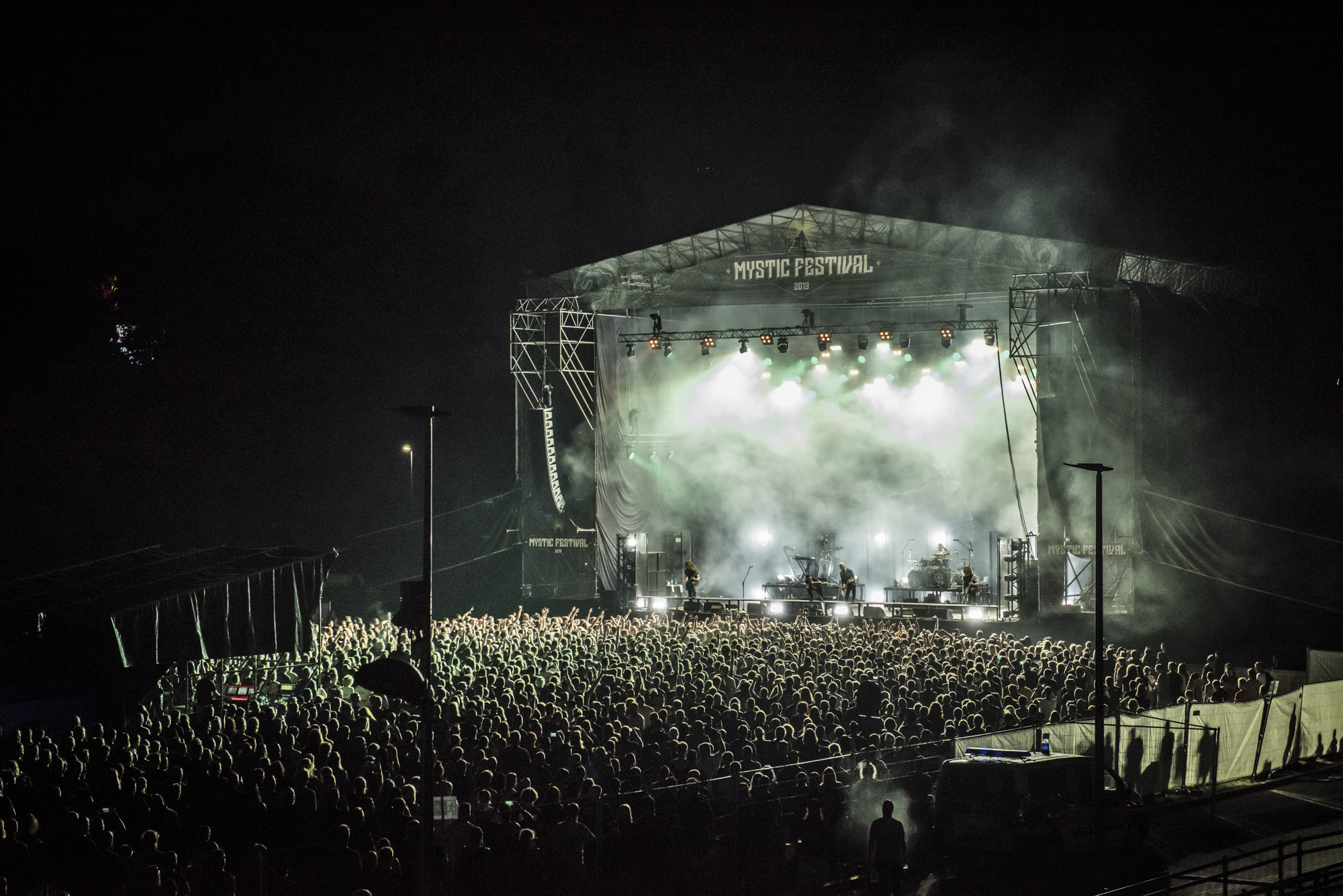
Koncert In Flames na Mystic Festival 2019 w Krakowie (25.06.2019)

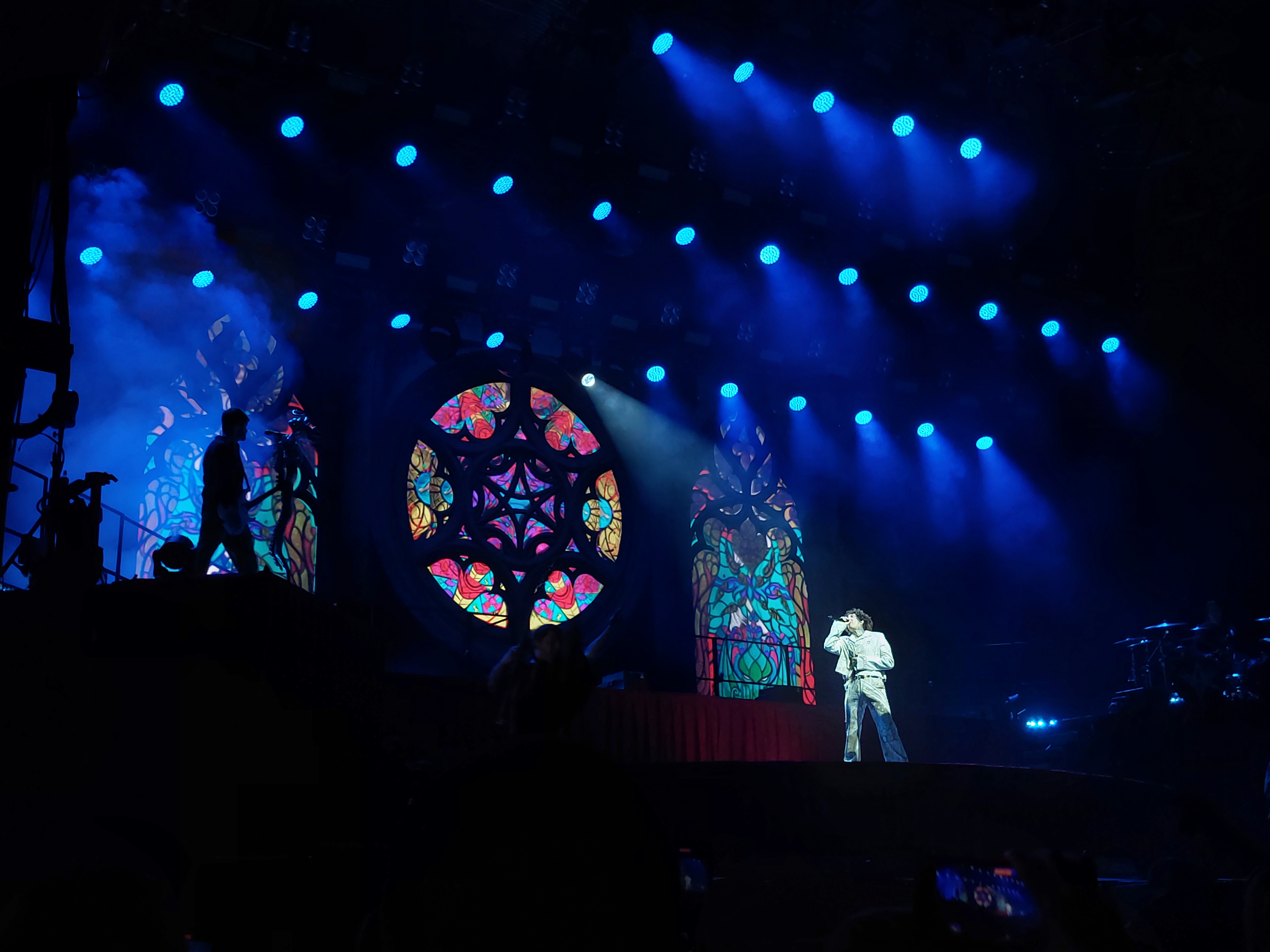
Koncert Bring Me the Horizon na Mystic Festival 2024 w Gdańsku (09.06.2024)

Mystic Festival – polski festiwal muzyczny, poświęcony wszystkim odcieniom muzyki metalowej. Organizatorem imprezy jest Mystic Coalition, sojusz firm, w skład którego wchodzą: Knock Out Productions, Mystic Production i B90.
Tradycje Mystic Festival sięgają 1999 roku, kiedy to pierwsza edycja imprezy o takiej samej nazwie odbyła się w krakowskiej Hali Wisły, z norweską grupą Emperor w roli headlinera. W latach późniejszych festiwal organizowano w Krakowie, Katowicach, Wrocławiu, Chorzowie i Gdańsku.

## Edycje
| Nr | Nazwa                | Daty                               | Obiekt                             | Line-up | Dodatkowe informacje |
| -- | -------------------- | ---------------------------------- | ---------------------------------- | --- | --- |
| 1  | Mystic Festival 1999 | 9.10.1999                          | Hala Wisły, Kraków                 | Emperor, Amorphis, Limbonic Art, Peccatum, God Dethroned, Necromancer, Sceptic | Na festiwalu miał wystąpić zespół The Kovenant, jednak koncert został odwołany. |
| 2  | Mystic Festival 2001 | 13.10.2001                         | Hala Wisły, Kraków                 | Mayhem, Children Of Bodom, Zyklon, Behemoth, Sinister, Source of Tide, Devilyn, Cemetery of Scream | |
| 3  | Mystic Festival 2002 | 26.11.2002                         | Spodek, Katowice                   | Kreator, Satyricon, Gamma Ray, Nile, Sinergy, Sinister, Myrkskog, Frontside | |
| 4  | Mystic Festival 2003 | 28.11.2003                         | Hala Ludowa, Wrocław               | Iron Maiden, Kat, Frontside, Funeral for a Friends | |
| 5  | Mystic Festival 2005 | 29.05.2005                         | Stadion Śląski, Chorzów            | Iron Maiden, Nightwish, Kreator, Behemoth, Dragonforce, Primal Fear, Frontside | |
| 6  | Mystic Festival 2007 | 5.06.2007                          | Spodek, Katowice                   | Slayer, Celtic Frost, Behemoth, Virgin Snatch, Bloodsimple, Rootwater, Pandemonium | |
| 7  | Mystic Festival 2019 | 25-26.06.2019                      | Tauron Arena, Kraków               | wystąpili m.in.: Slipknot, Sabaton, King Diamond, Within Temptation, Emperor, Carcass, Amon Amarth, Testament, Possessed, In Flames, Powerwolf, Soulfly, Hatebreed, Trivium, Immolation, Vltimas, Crowbar, Omnium Gatherum, Batushka, In Twilight's Embrace i Power Trip | Po ponad dekadzie przerwy Mystic Festival został zorganizowany w formule imprezy dwudniowej. Artyści wystąpili na trzech scenach. |
| 8  | Mystic Festival 2020 | 10–11 czerwca 2020 (odwołany)      | Muzeum Lotnictwa Polskiego, Kraków | Udział potwierdzili m.in. Judas Priest, Nightwish, Gojira, Mercyful Fate, Mastodon, Killing Joke, Devin Townsend, The Hu, Beast in Black, Amorphis, Obituary, Accept, Vader, Mgła, Heilung, Katatonia, Sepultura, Oranssi Pazuzu, Witchcraft, Black River, Baroness, Bombus, Alien Weaponry, Motanka, Truchło Strzygi, Infected Rain, Baest i Hentai Corporation. | Impreza nie odbyła się z powodu pandemii koronawirusa. |
| 9  | Mystic Festival 2021 | 2-4 czerwca 2021 (odwołany)        | Stocznia Gdańska, Gdańsk           | Udział potwierdził zespół Judas Priest w ramach trasy „50 Heavy Metal Years Tour” oraz Mercyful Fate, Gojira, Mastodon, Killing Joke, Heilung, The Hu, Katatonia, Mayhem, Mgła, Sólstafir, Igorrr, Obituary, Baroness, Kvelertak, Vader, Witchcraft, Oranssi Pazuzu, The Stubs, Code Orange, Blindead, Azarath, Anna von Hausswolff, Alien Weaponry, Infected Rain, Gold, The Picturebooks, Imperial Triumphant, The Vintage Caravan, Mortiis, Årabrot, Lindy-Fay Hella & Dei Farne, The Materia, Dopelord, Okkultokrati, Twin Temple, Raging Speedhorn, Bleed from Within, (Dolch), Dead Lord, 1914, (0), Maggot Heart, Motanka, Proscription, Hangman’s Chair, Irfan, Medico Peste, Truchło Strzygi, Déluge, OvO, Baest, Neon Haze (Octopussy + Favorit89 + Nightrun87), Tester Gier, Konvent, Dwaal, Spaceslug, Rosk, Major Kong, Fleshworld, Grift, Taraban, Nightrun87, Red Scalp, Czerń, Favorit89, Stay Nowhere, Only Sons. | Impreza nie odbyła się z powodu pandemii koronawirusa. |
| 10 | Mystic Festival 2022 | 2-4.06.2022 (+ Warm Up Day - 1.06) | Stocznia Gdańska, Gdańsk           | Wystąpiło prawie 80 zespołów. Judas Priest, Mercyful Fate, Opeth, Saxon, Katatonia, Tom Warrior's Legacy (Hellhammer performed by Tom Gabriel Warrior’s Triumph Of Death / Celtic Frost / Triptykon), Carcass, Mgła, Mastodon, Igorrr, Heilung, Mayhem, Vader, Benediction, Sólstafir, Decapitated, Baroness, Kvelertak, Azarath, Malevolence, Witchcraft, Leprous, The Stubs, Brutus, GGGOLDDD, Tribulation, Imperial Triumphant, Årabrot, Lindy-Fay Hella & Dei Farne, The Picturebooks, Dopelord, Okkultokrati, The Vintage Caravan, Raging Speedhorn, Bleed from Within, The Materia, The Raven Age, (Dolch), Dead Lord, Hexvessel, Gaerea, Spectral Wound, (0), Maggot Heart, Hangman's Chair, Skeletal Remains, Medico Peste, Truchło Strzygi, Deluge, Wiegedood, Green Lung, Proscription, Urne, OvO, Mentor, Heathen, Baest, Tester Gier, Konvent, Dwaal, Rosk, Major Kong, Neon Haze (Octopussy + Favorit89 + Nightrun87), Svalbard, LIK, Fleshworld, Grift, Spaceslug, Nightrun87, Czerń, Hentai Corporation, Favorit89, Taraban, Red Scalp, Only Sons, Neon Mud + zwycięzcy konkursu Road to Mystic: Comepass, Planet Hell                                                                       | Występy na 5 scenach: największa scena - Main Stage - znajdowała się na terenie Stoczni Cesarskiej (S1), Park Stage - przy ul. Narzędziowców, Shrine Stage - w klubie B90, Desert Stage - na Ulicy Elektryków i Sabbath Stage - w klubie Drizzly Grizzly. Na terenie Pleneru 33 ulokowana była strefa chilloutu, a w W4 Food Squat zorganizowano Signing Sessions (spotkania z artystami) oraz seanse filmów klasy B w ramach inicjatywy VHS Hell. |
| 11 | Mystic Festival 2023 | 7-10.06.2023                       | Stocznia Gdańska, Gdańsk           | Ghost, Phil Campbell and the Bastard Sons, Moonspell, Perturbator, Sleep Token, Unleashed, Soen, Behemoth, Voivod, Carpathian Forest, Heriot | Na terenie Placu Zebrań Ludowych w Gdańsku było dostępne pole namiotowe dla uczestników wydarzenia. |
| 12 | Mystic Festival 2024 | 5-8.06.2024                        | Stocznia Gdańska, Gdańsk           | Megadeth, Bring Me the Horizon, Machine Head, Bruce Dickinson, Kreator, Kerry King, Satyricon, Enter Shikari, Body Count, Accept, Paradise Lost, Biohazard, Chelsea Wolfe, Furia, Fear Factory, Leprous, Thy Art Is Murder, Graveyard, Sodom, Zeal & Ardor, Dark Funeral, Orange Goblin, Life of Agony, Lord Of the Lost, Insomnium, Terrorizer, Vio-Lence, Suffocation, High On Fire, Mysticum, Asphyx, Crowbar, Kadavar, Textures, Blackgold, High Vis, Villagers Of Ioannina City, 1000mods, Until I Wake, Hanabie, Wargasm (odwołane), Crystal Lake, Dool, Vltimas, Blasphemy, Bewitched, Pigs Pigs Pigs Pigs Pigs Pigs Pigs, Bob Vylan, Mork, Owls Woods Graves, Mānbryne, Gutalax, Ghøstkid, Skalmold, Gaupa, The Shits, Zamilska, Ingested, Sanguisugabogg, Blood Command, Cage Fight, Ithaca, Mimi Barks, Endseeker, Lik, Wayfarer, Five The Hierophant, Lamp of Murmuur, Evil Invaders, Party Cannon, Dodsrit, Witching, Wyatt E., Dvne, Scowl, Slope, The Last Decade, Massive Wagons, Ditz, ten56, Trepaneringsritualen, The Broken Horizon, Múr, Nakkeknaekker, My Diligence, Schizma, Totenmesse, Wij, Ampacity, Sznur, Embrional, Hellfuck, .Wavs, Misguided, Rascal, Sewer Dwellers. Źródło: | |